# Фуфлунс
Фуфлунс — етруський бог виноградарства та виноробства, аналогічний Діонісу (Вакху) та Ліберу. У давніші часи зображувався у вигляді могутнього бородатого чоловіка, але згодом його омолодили і дали в руку тирс — особливу палицю з насадженою на кінці сосновою шишкою. Інший атрибут Фуфлунса - ліра, тому що він протегував також і музикантам, які грали на струнних інструментах.
Втіленнями Фуфлунса були пантери та леопарди. Дружиною Фуфлунса була богиня Везуна, а батьками - пара Аплу та Семли.
Фуфлунс керував злісними лісовими демонами, які напали на Уні, але були розігнані кийком Геркле.